# Messatoporus variegatus
Messatoporus variegatus là một loài tò vò trong họ Ichneumonidae.